# Awngi
L'awngi és una llengua cuixítica etiòpica parlada per uns 356.980 individus (cens 1998), principalment a la Zona Agew Awi (Regió Amhara) i a diversos indrets de la Zona Metekel (Regió Benixangul-Gumuz), al sud-oest del llac Tana. Representa la projecció sud del grup cuixític central (d'on prové la designació agaw meridional), en estreta associació amb el kunfal, l'estatus taxonòmic del qual resta encara motiu de debat científic.

## Etimologia del nom awngi
La literatura especialitzada europea va fer servir durant molts anys, en referir-se a l'awngi, el terme awiya, introduït a començament del segle XX per Conti Rossini en un article emmarcat en la seva sèrie de notes sobre les llengües agaw: "Appunti sulla lingua Awiya del Danghela" (Conti Rossini 1905). L'apel·latiu resultava incorrecte com a glotònim, ja que el mot awíya (pl. awayírí) significa en awngi "individu agaw" (etimològicament i literal "fill d'Agaw"), i Hetzron proposà (1969) el nom alternatiu de agaw meridional (Southern Agaw), el qual no trobà l'acceptació general dels afroasiaticistes, que va preferir utilitzar el nom nadiu de la llengua (Hetzron 1997: 477).
El nom mateix (awngi [ʔɑwŋi]) sembla un derivat per afixació del sufix -[ŋi], característic dels glotònims i equivalent a l'amhàric -ñña, a una base lèxica remuntable a un antic * aɣʷ-, lexema del qual es deriva l'amhàric agäw (Hetzron 1997: 477).

## El lloc de l'awngi dins les llengües cuixítiques
Malgrat que en les classificacions de les llengües d'Etiòpia es troba sovint l'esment d'una llengua agaw, la diferència lingüística entre els diversos integrants del cuixític central (bàsicament entre el bilin al nord, el khamir a l'est, el kemant a l'oest i l'awngi al sud) és tan gran –major, segons Hetzron (1997: 477), que no pas la que separa les llengües romàniques- que resulta impossible de reduir aquesta diversitat a únic diasistema i s'ha de considerar cadascuna d'aquestes formes lingüístiques com a llengües independents. D'altra banda, ni hi ha consens entre la comunitat científica sobre la categoria que correspondria al kunfel (o kunfäl) que en determinades classificacions acompanya l'awngi com a llengua germana i no pas com a dialecte. Segons l'opinió dels especialistes que més contacte directe han tingut amb l'awngi, aquest seria l'únic representant del subgrup meridional del cuixític central o agaw (Hetzron 1997: 477, Wedekind i Wedekind 2002: 7).

## Característiques

### Fonologia

#### Vocalisme
L'awngi conserva el vocalisme proto-agaw reconstruït pel lingüista Appleyard (1988: 64), amb les vocals baixes /i/ i /u/, l'alta /ɑ/, i les centralitzades /ä/ i /ï/ (properes a /ə/ i /ɨ/ de l'AFI, respectivament), i sense quantitat vocàlica fonològica (Hetzron 1997: 481). Pel que fa a les vocals mitjanes, /o/ és absent de l'inventari fonològic awngi i /e/, si bé s'articula esporàdicament.
La següent taula presenta el sistema vocàlic awngi segons Wedekind i Wedekind (2002: 10):
|         | Anterior | Central | Posterior |
| ------- | -------- | ------- | --------- |
| Baixa   | i        | ɨ / ï   | u         |
| Mitjana | e        | ə / ä   |           |
| Alta    |          | ɑ       |           |

- En un article recent el focus del qual és l'estatus fonològic de la vocal alta centralitzada ï (/ɨ/) de l'awngi, Joswig (2006: 786) elimina aquesta com a fonema i la relega a la categoria de vocal epentètica d'ocurrència gairebé sempre predictible.

- Les consonants uvulars i labiouvulars provoquen una obertura de les vocals baixes /i/, /ɨ/, /u/, de tal manera que, per exemple, a la seqüència /iɣ/ li correspon una realització fonètica [iaɣ] (Hetzron 1997: 482), en una manera que recorda el fenomen del pataḥ furtiu de l'hebreu (רוח [ruaḥ]).

#### Suprasegmentals

##### Sistema tonal
Arran del reconeixement de l'awngi com a llengua tonal per part de Palmer (1959), la investigació lingüística en l'àrea de les llengües cuixítiques va descobrir una creixent quantitat de sistemes tonals, cosa que apunta al fet que, talment les llengües actuals, també el protocuixític va ser, molt probablement, una llengua tonal (Hetzron 1997: 484).
L'awngi presenta quatre tonemes, reconeixedors fins i tot en mots aïllats fora de context: alt á, mitjà a, baix à i descendent â (amb caiguda des de l'alt vers el baix).
aqê "home (acusatiu) / áqé "sóc", "sé" / aqé "no siguis! (imperatiu)"
kur "pendent" / kúr "sella"
ɣuna "dona" / ɣúna "hem menjat" / ɣúná "van menjar"
Els tons baix i descendent són els més rars (Hetzron 1997: 483): el primer està restringit a la marca de pretèrit -ɣʷà i a la partícula oracional interrogativa -mà, mentre que el segon només apareix en final de mot i sembla tenir el seu origen en la contracció de dues vocals originàriament heterosil·làbiques (*-iá > -ê).

##### Accent
L'accent en awngi, caracteritzat per una lleu elevació del timbre (fonètica), cau normalment en la penúltima síl·laba. L'article referencial -ká i el connectiu -kí no afecten, això no obstant, la posició de l'accent i hi ha, a més, un petit grup de noms rizotònics en què l'accent no abandona la síl·laba radical (Hetzron 1997: 483).

### Morfologia

#### Morfologia nominal
Els substantius masculins es caracteritzen pel seu final -Ci, -Ce, -Cu, mentre que els femenis acaben invariablement en -a (Wedekind i Wedekind 2002: 7).
El complex sistema de pluralització típic del cuixític central ha estat dràsticament simplificat en awngi, fins al punt que presenta, innovadora excepció entre les llengües agaw, plurals regulars (Appleyard 1988: 585).

#### Morfologia verbal
És dins el sistema verbal que l'awngi mostra més conservador, àdhuc "arcaic", respecte a la resta dels seus parents agaw (Appleyard 1988: 587).

## Varietats geogràfiques

### Kunfal
El kunfal (kunfäl, kunfel) és una varietat lingüística de l'agaw septentrional, subdivisió del cuixític central, parlada per uns 2.000 individus (dades de l'any 2000) a la regió occidental del llac Tana. La seva classificació dins el grup com a llengua o com a dialecte de l'awngi és controvertida.